# Prärie-Igelkopf
Der Prärie-Igelkopf (Echinacea pallida), auch Blasser Igelkopf genannt, ist eine Pflanzenart aus der Gattung der Sonnenhüte (Echinacea) in der Familie der Korbblütler (Asteraceae).

## Merkmale
Der Prärie-Igelkopf ist eine ausdauernde Pflanze, die Wuchshöhen von 60 bis 100 Zentimeter erreicht. Sie besitzt eine Pfahlwurzel. Die Blätter sind schmal lanzettlich, 5- bis 20-mal so lang wie breit und ganzrandig. Die Strahlenblüten messen (3) 4 bis 8 × 0,3 bis 0,4 Zentimeter, sind blasspurpurn und hängen herab. Der Pollen ist weiß.
Blütezeit ist von Juli bis September.
Die Chromosomenzahl beträgt 2n = 44.

## Vorkommen
Der Prärie-Igelkopf kommt in den zentralen USA auf trockenen, felsigen Lichtungen und gestörten Prärien vor. Im Osten der USA wurde die Art eingebürgert. Sein Verbreitungsgebiet umfasst ursprünglich Ontario und die US-Bundesstaaten Illinois, Iowa, Kansas, Missouri, Nebraska, Oklahoma, Wisconsin, Indiana, Michigan, Alabama, Arkansas, Louisiana, Tennessee und Texas. In Connecticut, Maine, Massachusetts, New York, Georgia, North Carolina, Virginia ist er ein Neophyt.

## Nutzung
Der Prärie-Igelkopf wird selten als Zierpflanze genutzt.

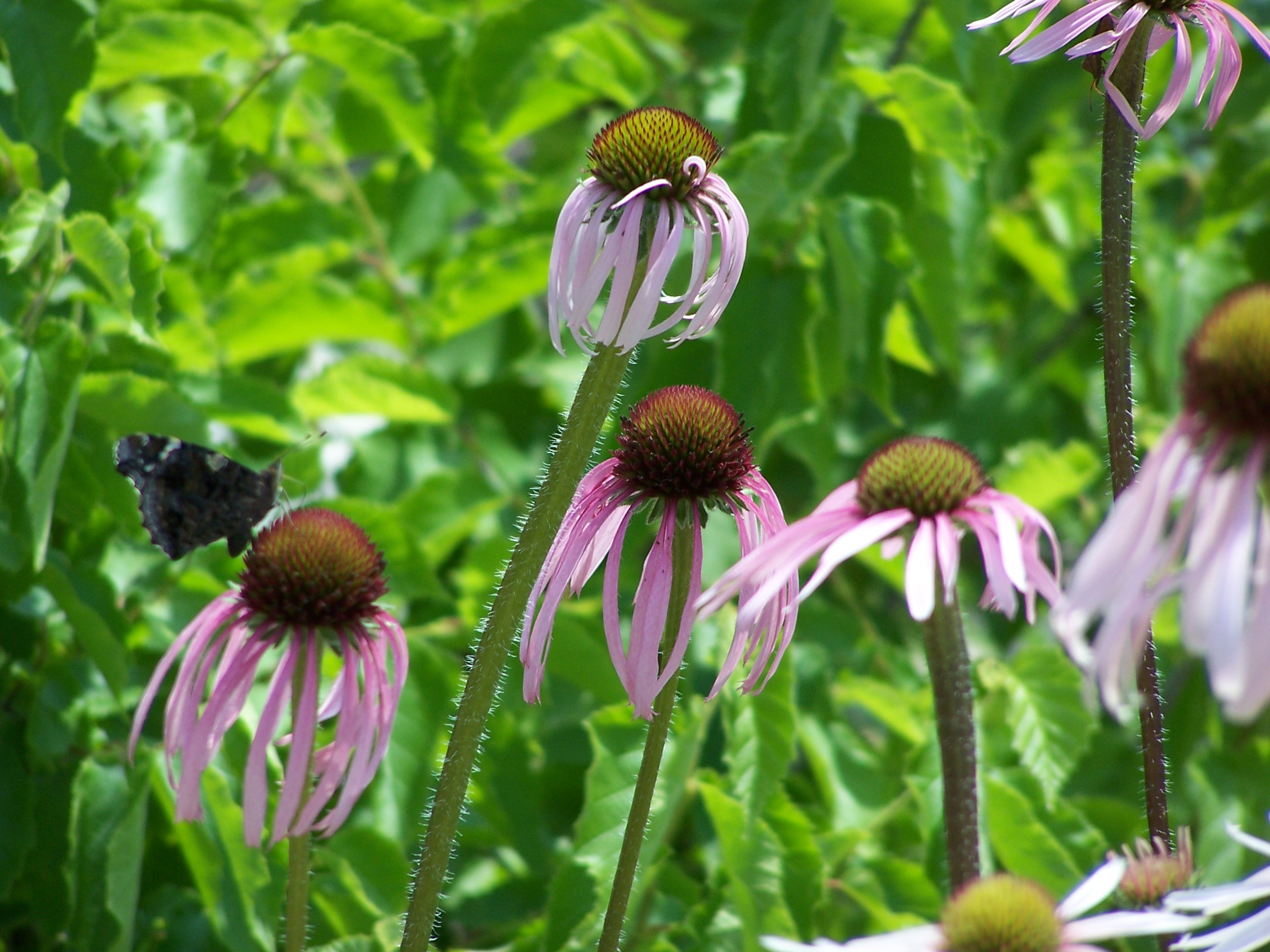
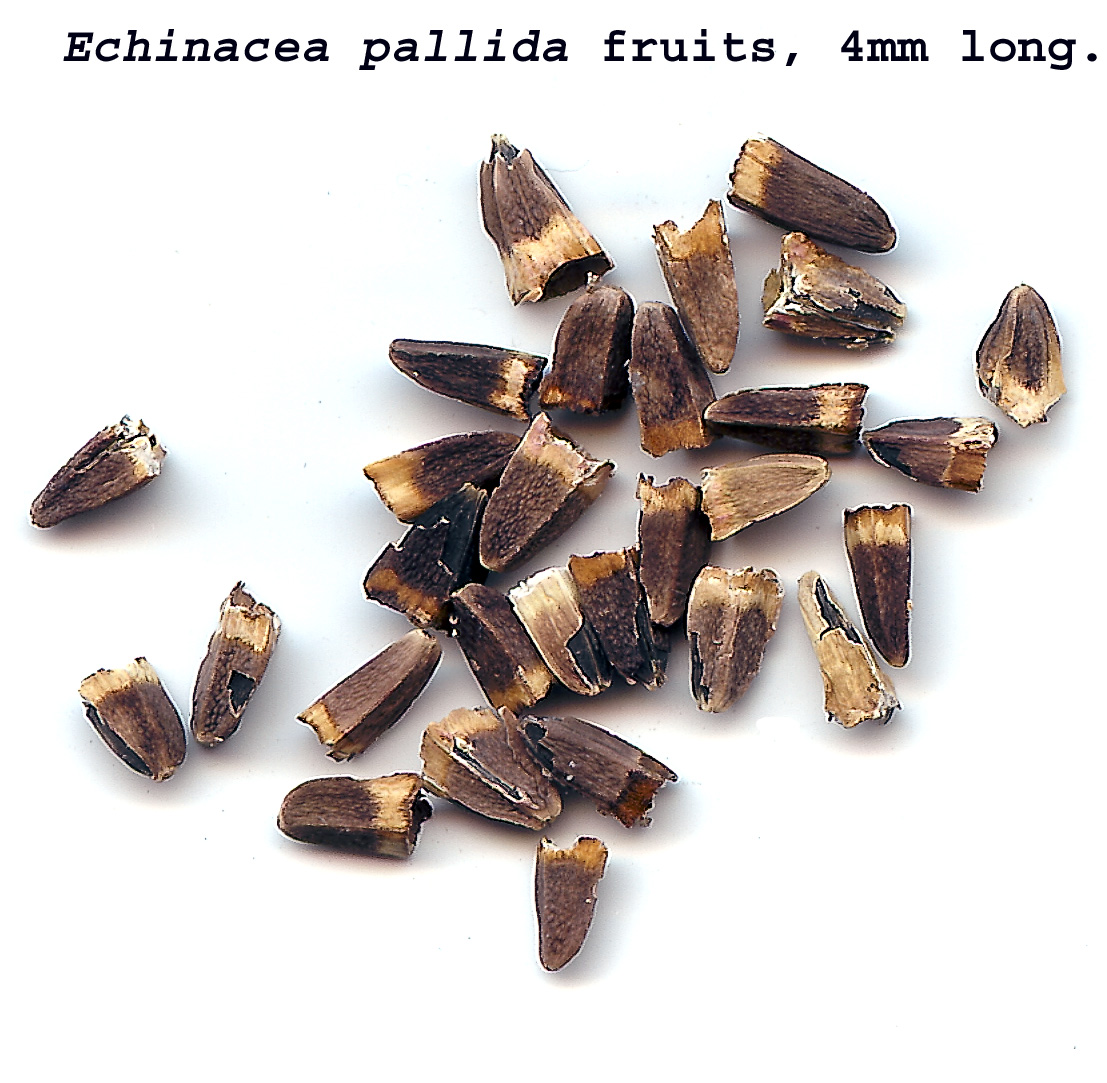